# La Tuque (Agglomeration)
Die Agglomeration La Tuque ist eine regionale Grafschaftsgemeinde in der kanadischen Provinz Québec.

## Regionale Grafschaftsgemeinde La Tuque
| Name                  | Typ          | Bevölkerung (2014) | Bereich (km) | Dichte (hab./km) |
| --------------------- | ------------ | ------------------ | ------------ | ---------------- |
| Municipalités locales |              |                    |              |                  |
| La Bostonnais         | Municipalité | 563                | 280,45       | 2,0              |
| La Tuque              | Ville        | 11.069             | 24.782,98    | 0,4              |
| Lac-Édouard           | Municipalité | 176                | 901,59       | 0,2              |
| Total                 | Total        | 11.808             | 25.965,02    | 0,5              |